# 베니 베이커

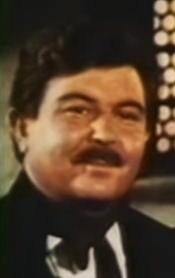

베니 베이커(Benny Baker, 1907년 5월 5일 ~ 1994년 9월 20일)는 미국의 배우이다.
세인트조셉에서 태어났으며 우들랜드힐스에서 사망하였다.

## 영화
- 버치 스트리트 짐 (1991년)
- 더 롱샷 (1986년)
- 그 맑고 환한 밤 중에 (1984년)
- 파파스 델리케이트 컨디션 (1964년)
- 페리 메이슨 (1957년)
- 콜트45 (1957년)
- 샤이안 (1955년)
- 인스펙터 제너럴 (1949년)
- 업 인 암스 (1944년)
- 스테이지 도어 캔틴 (1943년)
- 더블 오어 노씽 (1937년)
- 기브 어스 디스 나잇 (1936년)
- 애너폴리스 페어웰 (1935년)
- 더 빅 브로드캐스트 오브 1936 (1935년)